# 星娘
「星娘」（ほしむすめ）は、1965年9月10日に発売された西郷輝彦のシングル。

## 解説
本曲は1964年のデビュー以来、讀賣新聞文化部記者の水島哲や日本クラウン専属の作詞家だった星野哲郎などの楽曲を歌ってきた西郷輝彦が、浜口庫之助を新しい作家陣に迎えた初の楽曲である。
デビュー当初の青春歌謡路線から、西郷自身が本来好きだったポップス系歌謡を歌うことを希望し、浜口に「僕にポップス系の歌を作って欲しい」と懇願してのコンビ結成であったという。
本曲は1965年9月10日に臨時新譜という形で発売され、ヒットとなった。西郷は同年末の『第16回NHK紅白歌合戦』で本曲を歌唱している。
なお、浜口と西郷のコンビが本曲のヒットに続いて翌1966年に発表したのが「星のフラメンコ」である。

## 収録曲
- 両楽曲共に、作詞・作曲：浜口庫之助／編曲：小杉仁三

1. 星娘（3分14秒）
2. 港の灯り（3分37秒）